# Nossage-et-Bénévent
Nossage-et-Bénévent är en kommun i departementet Hautes-Alpes i regionen Provence-Alpes-Côte d'Azur i sydöstra Frankrike. Kommunen ligger  i kantonen Orpierre som ligger i arrondissementet Gap. År 2022 hade Nossage-et-Bénévent 11 invånare.

## Befolkningsutveckling
Antalet invånare i kommunen Nossage-et-Bénévent
Referens:INSEE